# Maurice Merleau-Ponty
Maurice Merleau-Ponty (Rochefort-sur-Mer, 14 marzo 1908 – Parigi, 3 maggio 1961) è stato un filosofo francese, esponente di primo piano della fenomenologia francese del Novecento.

## Biografia
Dopo gli studi secondari, terminati al liceo Louis-le-Grand di Parigi, Maurice Merleau-Ponty diviene allievo della École normale supérieure, nello stesso periodo di Sartre e di Simone de Beauvoir, conseguendo il diploma di laurea in filosofia (agrégé) nel 1930. Negli anni dell'università si appassiona alla lettura di Bergson e, nelle discussioni con l'amico Sartre, individua nel professore neokantiano Léon Brunschvicg il principale bersaglio delle sue critiche.
Dopo il servizio militare inizia la sua carriera di insegnante nei licei. Prima a Beauvais, dal 1930 al 1933, poi a Chartres fino a 1939 e dal 1940 al 1944 a Parigi, al liceo Carnot. Entrato nella Resistenza continua a studiare e a scrivere per il dottorato, che consegue nel 1945.
Nel 1945 ottiene il dottorato in Lettere con due libri già molto significativi: La struttura del comportamento (1942) e La fenomenologia della percezione (1945). Nel 1948 è docente all'Università di Lione, ma nel 1949 ottiene la docenza in psicologia e pedagogia alla Sorbona. Dal 1952 fino alla morte, avvenuta nel 1961, sarà titolare della cattedra di filosofia del Collegio di Francia: diventando il più giovane eletto a una cattedra.
È stato anche membro del comitato direttivo della rivista Les Temps Modernes, oltre che editorialista politico, dalla fondazione della rivista nell'ottobre 1945 fino al dicembre 1952. Merleau-Ponty muore per arresto cardiaco la sera del 3 maggio 1961 all'età di 53 anni e viene sepolto al cimitero Père Lachaise a Parigi.
Nella formazione di Merleau-Ponty sono importanti l'influenza del pensiero di Edmund Husserl, che però egli interpreta in maniera originale, la lettura di Der Aufbau des Organismus del biologo organicista Kurt Goldstein e di Max Scheler, inoltre il rapporto con Sartre, Simone de Beauvoir e altri intellettuali della Parigi degli anni quaranta, coi quali condivide un clima culturale che permea il suo pensiero. Un rapporto però per niente pacifico e spesso conflittuale, che porterà alla fine alla rottura con Sartre e non solo per ragioni politiche ma anche prettamente speculative. Può essere ragionevolmente classificato come un pensatore esistenzialista anche proprio per la sua affinità di fondo con Jean-Paul Sartre e Simone de Beauvoir e la sua concezione fondamentalmente heideggeriana dell'essere.

## Pensiero

### Il primato della percezione
Fin dall'epoca de La struttura del comportamento (1942) e La fenomenologia della percezione (1945), Maurice Merleau-Ponty si pone il problema di dimostrare che la percezione non è affatto la risultante di sensazioni atomiche causali contrariamente a ciò che afferma la tradizione illuministica che inizia da John Locke, la cui concezione atomistico-causale si perpetua in alcune correnti della psicologia contemporanea (cfr. comportamentismo). Secondo Merleau-Ponty la percezione ha piuttosto una dimensione attiva in quanto apertura primordiale, innata e strutturale, al mondo della vita (cfr. Lebenswelt). L'apparire non è falsificabile, bensì è un piano visibile della realtà (a livello epistemologico) che affaccia il soggetto sulla realtà invisibile del livello ontologico.
In questo senso, e anche per l'idea del carattere morale della percezione, appare rievocata la posizione di Emerson, con la sua etica della percezione come realtà attiva e già intrinsecamente morale.
Secondo una formula della fenomenologia di Edmund Husserl, «ogni coscienza è coscienza di qualche cosa», si impone quindi una distinzione tra l'«atto del pensare» (noesi) e «l'oggetto intenzionale del pensiero» (noema); tale impostazione fa della correlazione noetico-noematica il fondamento stesso della costituzione di ogni analisi della coscienza.
Studiando i manoscritti postumi di Husserl, Merleau-Ponty mostra come vi siano fenomeni non riconducibili alla correlazione noetico-noematica. In particolare Merleau-Ponty evidenzia come non rientrino in questi casi:
- le autopercezioni corporali (nelle quali si è contemporaneamente corpo-oggetto e corpo-soggetto),
- la percezione soggettiva del tempo (la coscienza non è né un atto di coscienza né un oggetto di pensiero), e
- la percezione dell'altro (le prime considerazioni dell'altro in Husserl sembrano condurre al solipsismo).

La distinzione tra noema e noesi non sembra dunque costituire un fondamento irriducibile: può piuttosto comparire ad un livello di analisi più profondo. Di conseguenza Merleau-Ponty rinuncia alla postulazione husserliana («ogni coscienza è coscienza di qualche cosa») e sviluppa la tesi secondo cui «ogni coscienza è coscienza percettiva». Egli definisce così uno sviluppo teorico alternativo all'interno della fenomenologia, indicando che la concettualizzazione deve essere riesaminata alla luce di un primato della percezione.

## Quadro generale dell'opera

### La corporeità

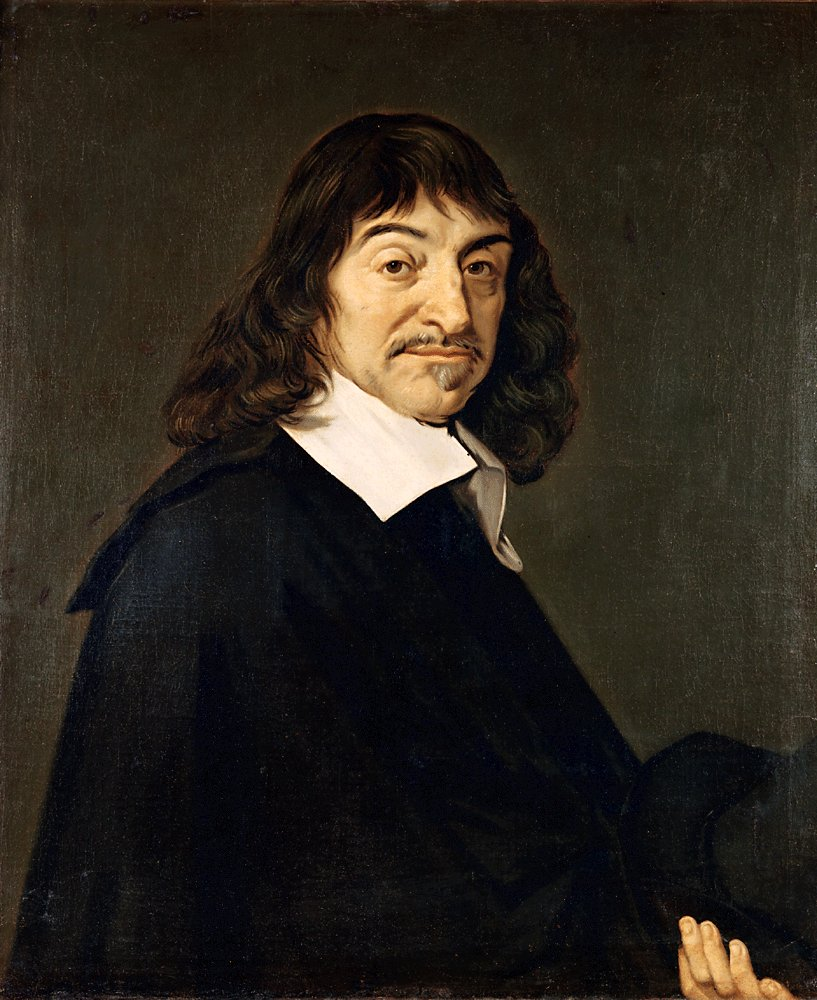
René Descartes (Cartesio)

Partendo dallo studio della percezione, Merleau-Ponty giunge alla conclusione che il corpo proprio non è solamente una cosa, un potenziale oggetto di studio della scienza, ma è anche la condizione necessaria dell'esperienza: il corpo costituisce l'apertura percettiva al mondo. Per così dire, il primato della percezione significa un primato dell'esperienza, nel momento in cui la percezione riveste un ruolo attivo e costitutivo.
Lo sviluppo di suoi lavori instaura quindi un'analisi che riconosce sia una dimensione corporea della coscienza sia una sorta di intenzionalità del corpo. L'argomentazione è in netto contrasto, di fatto, con l'ontologia dualista delle categorie corpo-spirito di René Descartes (un pensatore che riveste per Merleau-Ponty un'importanza particolare, malgrado le evidenti divergenze che li separano). Comincia quindi uno studio dell'incarnazione dell'individuo nel mondo, cercando di superare l'alternativa tra una pura libertà ed un puro determinismo, come anche di superare il divario tra il corpo-per-sé ed il corpo-per-altri.

### Il linguaggio
Pertanto la corporeità ha una dimensione espressiva intrinseca, fondamentale per la costituzione dell'ego: è una delle conclusioni de La struttura del comportamento sulla quale Merleau-Ponty ritornerà continuamente nei successivi lavori. Seguendo questo filone, egli procede all'analisi delle modalità con cui un soggetto incarnato realizza attività che superano il livello organico, come nel caso delle attività intellettuali e tutto ciò che pertiene alla vita culturale.

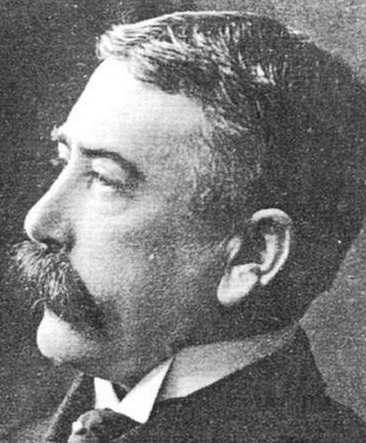
Ferdinand de Saussure

Egli considera dunque attentamente il linguaggio in quanto nocciolo della cultura, esaminando soprattutto i legami fra lo sviluppo del pensiero e del senso, arricchendo contemporaneamente la sua prospettiva, non solo attraverso l'analisi dell'acquisizione del linguaggio e dell'espressività del corpo, ma anche prendendo in considerazione le patologie del linguaggio, i campi della pittura, il cinema, gli utilizzi letterari del linguaggio e la poesia.
Si può notare che questa preoccupazione per il linguaggio include fin dal principio una considerazione delle espressioni rilevanti della sfera artistica, come testimonia La struttura del comportamento che contiene tra l'altro un passaggio sul pittore El Greco (p. 219 sgg.) prefigurando i propositi che sviluppa nel 1945 in Il dubbio di Cézanne, in seguito alle considerazioni della Fenomenologia della percezione.
In tale misura, il lavoro che realizza quando si occupa del corso di Psicologia del bambino e di Pedagogia all'Università della Sorbona non è un intermezzo alle sue preoccupazioni filosofiche e fenomenologiche, ma rappresenta piuttosto un momento significativo dello sviluppo delle sue riflessioni.
Come indicano gli appunti dei suoi corsi alla Sorbona, durante questo periodo Merleau-Ponty mantiene un dialogo tra la fenomenologia e i diversi lavori realizzati in psicologia, sempre ritornando sullo studio dell'acquisizione del linguaggio da parte del bambino, oltre a sfruttare ampiamente l'apporto dei lavori di linguistica di Ferdinand de Saussure e a lavorare sulla nozione della struttura mediante una discussione dei lavori in psicologia, in linguistica ed in antropologia sociale.

### Le arti
È importante precisare che l'attenzione che Merleau-Ponty ha per le diverse forme d'arte (visive, plastiche, letterarie, poetiche, etc.) non dipende affatto dalle problematiche sul bello, né è orientata all'elaborazione di criteri normativi sull'arte. Perciò non è possibile trovare nei suoi lavori una teoria su cosa costituirebbe un capolavoro, un'opera d'arte o un manufatto artigianale. Il suo obiettivo è prima di tutto analizzare le strutture invarianti che stanno alla base dell'espressività, affiancando alle proprie considerazioni sul linguaggio un'attenzione particolare al lavoro degli artisti, dei poeti e degli scrittori. Tuttavia, malgrado non stabilisca dei criteri normativi sull'arte in quanto tale, nelle sue opere Merleau-Ponty mantiene una distinzione prevalente tra espressione prima ed espressione seconda, teorizzata tra l'altro nella Fenomenologia della percezione (p. 207 dell'edizione francese, seconda nota a piè di pagina), e ripresa talvolta con i termini di linguaggio parlato e linguaggio parlante (La prose du monde, p. 17-22). Il linguaggio parlato (o espressione seconda) rinvia al nostro bagaglio linguistico, all'eredità culturale che abbiamo acquisito, nonché alla massa bruta del rapporto dei segni e delle significazioni. Il linguaggio parlante (o espressione prima) è il linguaggio in quanto formalizzazione di un senso, il linguaggio nel momento in cui procede alla realizzazione di un pensiero, al momento in cui si fa realizzazione di senso. Quest'ultimo è il linguaggio che interessa Merleau-Ponty nel momento in cui tratta della natura della produzione e della recezione delle espressioni: un soggetto che implica anche un'analisi dell'azione, dell'intenzionalità, della percezione, nonché dei rapporti tra la libertà e le determinazioni esterne.

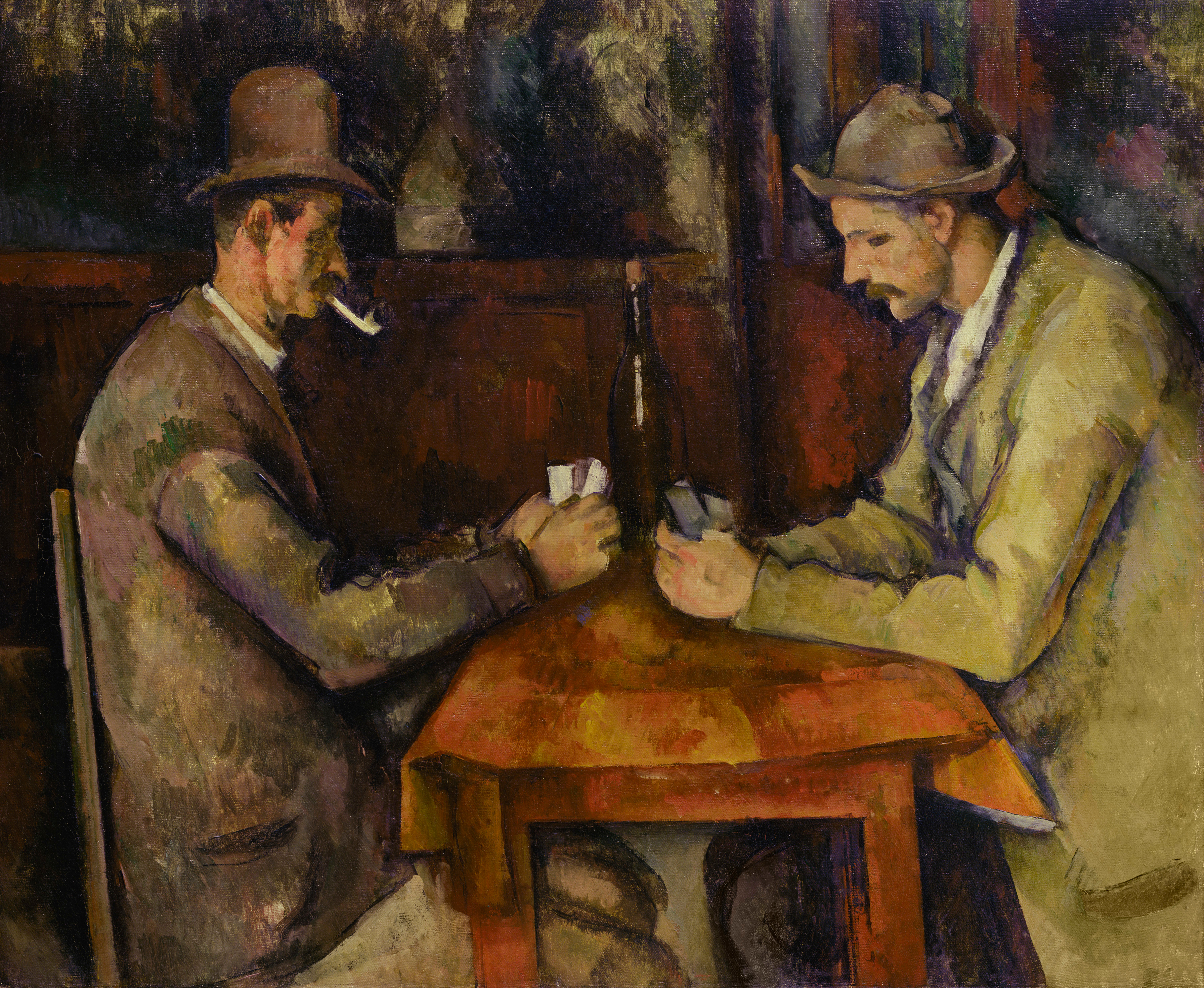
Les joueurs de cartes, Paul Cézanne

Riguardo all'opera pittorica, Merleau-Ponty constata che, nel momento dell'attività creativa, l'artista pittore può avere inizialmente una certa idea e desiderare di realizzarla, o, ancora, che questi può dapprima lavorare il materiale nel tentativo di farne scaturire una certa idea o emozione, ma che in un caso come nell'altro, c'è nell'attività del pittore una elaborazione dell'espressione che si ritrova intimamente in connessione con il senso che è messo in opera. È a partire da questa constatazione di base che egli cerca di esplicitare le strutture invarianti che caratterizzano l'espressività, nel tentativo di dare conto della sovradeterminazione di senso che egli ha affermato ne Il dubbio di Cézanne.
Tra le strutture da considerare, lo studio della nozione di stile occuperà un posto importante ne: Le langage indirect et les voix du silence (1960). A dispetto di alcune sintonie con André Malraux, il filosofo evidenzia la distanza in relazione a tre concezioni del concetto di stile che costui adopera ne: Les voix du silence (pubblicato nella collezione La Pléiade e che raggruppa i quattro volumi di Psicologia dell'arte pubblicati dal 1947 al 1950). Merleau-Ponty osserva che, in quest'opera, il concetto di stile risulta impiegato da Malraux talvolta in un'ottica molto soggettiva venendo assimilato ad una proiezione dell'individualità dell'artista, talvolta, al contrario, in un'ottica più metafisica, e cioè mistica, a suo dire, dove il concetto di stile è quindi legato ad una concezione di “superartista” che esprime Lo Spirito della pittura, mentre, infine, talvolta si riduce semplicemente a designare una categorizzazione di scuola o di movimento artistico.
Per Merleau-Ponty, sono questi diversi utilizzi della nozione di stile che portano André Malraux a postulare una scissione tra l'oggettività della pittura del Rinascimento italiano e la soggettività della pittura del suo tempo, cosa a cui Merleau-Ponty si oppone. Secondo lui, è fondamentale considerare questa problematica alla radice, riconoscendo che lo “stile” è innanzi tutto un'esigenza dovuta al primato percettivo, ciò che implica anche prendere in considerazione gli ambiti della storicità e dell'intersoggettività.

### La storia e l'intersoggettività
Sia i suoi lavori sulla corporeità che quelli sul linguaggio rivelano l'importanza, per la
comprensione dell'espressività, del radicamento dell'individuo nel cuore del mondo vissuto.
O meglio, questo radicamento include le dimensioni della storicità e dell'intersoggettività, che
egli si sforza dunque di rendere intelligibili.
Il problema filosofico di fondo in Merleau-Ponty è quello del relazionarsi dell'uomo al mondo nella sua totalità, come natura e come altro da sé specchiato in sé. L'uomo è una coscienza inserita in un tutto e il rapporto tra il sé e il tutto è l'orizzonte esistenziale in cui il filosofo francese si pone.
Merleau-Ponty si oppone fortemente a concepire l'anima e il corpo separatamente. Essi sono soltanto le "modalità" del comportamento, o meglio i "livelli" percettivi che possono far pensare a una separazione che in realtà non esiste. Si legga:
(La struttura del comportamento, Bompiani, Milano 1963, p.292)
In La struttura del comportamento egli afferma in definitiva che il vero problema filosofico sta nel saper distinguere tra ciò che è struttura e ciò che è significato. L'altro da me, essendo strutturato come me, mi è accessibile purché io sappia cogliere il "significato" del suo comportamento.
Come punto di partenza per la considerazione della storia dell'intersoggettività, egli sottolinea che l'individuo non è né soggetto - giacché egli fa parte di un universo socio-culturale e linguistico già strutturato -, né prodotto (poiché egli partecipa alle istituzioni già strutturate di cui si è detto, e vi influisce per l'uso che ne fa, compreso
(ad esempio) ciò che egli trae dal linguaggio convenzionale per plasmare un modello di studio per la comprensione di questi medesimi fenomeni, come Merleau-Ponty rilevò nel dossier di studi presentati per la sua candidatura al Collège de France.

Il retaggio husserliano è fortemente presente in La fenomenologia della percezione dove egli scrive: 
(Phénomenologie de la perception, Gallimard, Paris 1945, p.515)

### Le scienze
Le scienze, in Merleau-Ponty come in Husserl, sono da criticare in quanto nella loro pretesa di oggettività, ignorano un fatto fondamentale: il punto di vista, l'inerenza dell'uomo ad una spazialità e temporalità irriducibili. Nel principio di indeterminazione di Heisenberg è già espressa una verità fondamentale: l'osservatore condiziona l'esperimento. Riportare le scienze alla loro consapevolezza dell'esperire un mondo naturale, ancora prima di formularlo in riflessione o significazione, non equivale in Merleau-Ponty e in Husserl alla sconfessione della scienza. Piuttosto di fronte ai rischi dello scetticismo o del solipsismo si tratta anche nelle scienze di giungere ad un'obiettività che sia concreta e non idealistica.

#### La psicologia
La psicologia in Merleau-Ponty occupa un posto importante, poiché egli pone nell'esistere un suo fondamento strutturale pre-esperienziale. La percezione di per sé non è attendibile perché ambigua, perché il soggettivo e l'oggettivo sono già sempre pre-integrati nella struttura ontica, che è nello stesso tempo anche psicologica ed esistenziale.
Se è vero che Merleau-Ponty si è dimostrato sempre attento agli studi di psicologia, la maggioranza degli specialisti della storia di questa disciplina riconoscono che è altrettanto vero che le sue opere hanno avuto un effettivo impatto a livello delle ricerche in psicologia. La Struttura del Comportamento (1942) prende in considerazione un ampio ventaglio di ricerche sperimentali dell'epoca per mostrare le molteplici difficoltà con cui si sono dovute confrontare alcune di queste opere, in particolare quelle del behaviourismo (comportamentismo), dovute ai presupposti ontologici su cui implicitamente queste si fondano. Ma, per contro, egli dimostra pure che i dati sperimentali della psicologia mettono in evidenza certi problemi propri dell'epistemologia e della filosofia delle scienze dell'epoca.

#### La sociologia e l'antropologia
Nell'atteggiamento di Merleau-Ponty sotto il profilo socio-antropologico si deve tener presente il suo forte interesse per lo strutturalismo, espresso in parte da Marcel Mauss e soprattutto da Claude Lévi-Strauss, con cui ha avuto modo di confrontarsi direttamente. In ogni caso i suoi contributi sono stati notevoli e ripresi da altri studiosi posteriori che hanno sviluppato e approfondito il suo concetto di percezione anche in senso sociologico.

### Il pensiero politico
Il pensiero politico di Merleau-Ponty non si situa né ad un livello di elaborazione teorica di una filosofia politica propriamente detta, né ad un livello di una cronaca dell'attualità e dei suoi eventi politici. L'elaborazione del suo pensiero politico procede in un va e vieni dentro questi livelli. Non si preoccupa, men che meno secondo i suoi desideri, né di appiattire una teoria sugli avvenimenti contingenti, facendo derivare le azioni intraprese partendo da principi politico-morali, né di reagire ad ogni avvenimento come se fosse privo di una dimensione filosofica.
La sua visione del marxismo consiste in una rilettura di esso in chiave umanistica, tale da reagire ai massimalismi schematici e dottrinari che lo caratterizzano, specialmente nella versione sovietica o sovietizzante. Egli dubita persino che il materialismo storico nella sua attualizzazione sia conforme a Marx. Nella politica "reale" egli vede il conflitto tra capitalismo e socialismo ormai solo come convenzionale e retorico. Nella realtà egli vede una prassi politica corrente ormai fatta di opportunità e di tatticismi furbeschi, con i quali i grandi temi rivoluzionari sarebbero stati traditi e dimenticati.
Egli pubblica Umanesimo e terrore (1947) in cui arriva a giustificare i processi di Mosca in nome della responsabilità 'oggettiva' degli accusati e Le Avventure della dialettica (1955), opere che, oltre a contenere il profilo di una filosofia della storia, affrontano l'interpretazione del marxismo, senza per altro aderire ad una qualsiasi dottrina. Egli pubblica anche parecchi articoli di contenuto politico su vari giornali, come pure sulla rivista Les Temps modernes di cui è l'editorialista politico fino alle sue dimissioni, nel dicembre 1952, dovute a divergenze d'opinione relative sia alle prospettive di impegno sociale degli intellettuali che alle posizioni politiche di Sartre, come ne è testimonianza il materiale Sartre, Merleau-Ponty : Le lettere di una rottura (in Parcours deux, 2000).

## Opere
1942
- La Structure du comportement, Paris: PUF, 1942, trad. Guido Davide Neri, La struttura del comportamento, prefazione di Alphonse de Waelhens, Milano: Bompiani, 1963; a cura di Marcello Ghilardi e Luca Taddio, Milano-Udine: Mimesis, 2010; a cura di Alessandra Scotti, prefazione di Rocco Ronchi, Milano-Udine, 2019

1945
- Phénoménologie de la perception, Paris: Gallimard, 1945, trad. Andrea Bonomi, Fenomenologia della percezione, Milano: Il Saggiatore, 1965; Milano: Bompiani, 2003; in antologia di brani scelti da Guido Saffirio, come Esperienza e libertà, Torino: Paravia, 1973
- Le roman et la métaphysique, in Les Cahiers du Sud, vol. 22, n. 270, marzo-aprile 1945; poi in Sens et non-sens, Paris: Éditions Nagel, 1966; trad. Paolo Caruso, in Senso e non senso, introduzione di Enzo Paci, Milano: Il Saggiatore, 1962; Milano: Garzanti, 1974; Milano: Net, 2004
- La guerre a eu lieu, in Les Temps Modernes, vol. 1, n. 1, ottobre 1945; poi in Sens et non-sens, cit.
- La querelle de l'existentialisme, in Les Temps Modernes, vol. 1, n. 2, 1945; poi in Sens et non-sens, cit.
- Le doute de Cézanne, in Fontaine, vol. 8, n. 47, dicembre 1945; poi in Sens et non-sens, cit.

1946
- Autour du marxisme, in Fontaine, vol. 5, n. 48-49, gennaio-febbraio 1946; poi in Sens et non-sens, cit.
- Le culte du héros, in Action, n. 74, febbraio 1946; poi come Le héros, l'homme, in Sens et non-sens, cit.
- Pour la vérité, in Les Temps Modernes, vol. 1, n. 4, 1946; poi in Sens et non-sens, cit.
- Foi et bonne foi, in Les Temps Modernes, vol. 1, n. 5, 1946; poi in Sens et non-sens, cit.
- Marxisme et philosophie, in Revue internationale, vol. 1, n. 6, giugno-luglio 1946; poi in Sens et non-sens, cit.
- L'existentialisme chez Hegel, in Les Temps Modernes, vol, 1, n. 7, 1946; poi in Sens et non-sens, cit.

1947
- Le primat de la perception et ses conséquences philosophiques, in Bulletin de la Société française de philosophie, tomo XLI, n. 4, ottobre-dicembre 1947; trad. a cura di Rosella Prezzo e Federica Negri, Il primato della percezione e le sue conseguenze filosofiche, Milano: Medusa, 2004 (contiene anche La natura della percezione, 1934)
- Humanisme et terreur. Essais sur le problème communiste, Paris: Gallimard, 1947, trad. Andrea Bonomi e Franca Madonia, Umanesimo e terrore, introduzione di Andrea Bonomi, Milano: SugarCo, 1965; con prefazione di Paolo Flores d'Arcais, ivi, 1978
- La métaphysique dans l'homme, in Revue de métaphysique et de morale, vol. 52, n. 3-4, luglio-ottobre 1947; poi in Sens et non-sens, cit.
- Indochine S.O.S., in Les Temps Modernes, vol. 2, n. 18, 1947; poi come Sur l'Indochine, in Signes, 1960, trad. Giuseppina Alfieri, Segni, a cura di Andrea Bonomi, Milano: Il Saggiatore, 1967; Milano: Net, 2003
- Le cinéma et la nouvelle psychologie, in Les Temps Modernes, vol. 3, n. 26, novembre 1947; poi in Sens et non-sens, cit.; a cura di Pierre Parlant, Paris: Gallimard, 2009; trad. Paolo Caruso, Il cinema e la nuova psicologia, in Alberto Barbera e Roberto Turigliatto, Leggere il cinema, Milano: Mondadori, 1978, pp. 283-290
- Jean-Paul Sartre, ou un auteur scandaleux, in Figaro littéraire, vol. 2, n. 85, 6 dicembre 1947; poi come Un auteur scandaleux, in Sens et non-sens, cit.
- Lecture de Montaigne, in Les Temps Modernes, vol. 3, n. 27, 1947; poi in Signes, cit.

1948
- Communisme et anticommunisme, in Les Temps Modernes, vol. 4, n. 34, 1948; poi come La politique paranoïaque, in Signes, cit.

1949
- Commentaire (à propos de Georg Lukács), in Les Temps Modernes, vol. 5, n. 50, 1949; poi come Marxisme et superstition, in Signes, cit.
- L'URSS et les camps, in Les Temps Modernes, vol. 5, n. 51, 1949; poi come Les Jours de notre vie, in Signes, cit.

1951
- Le philosophe et la sociologie, in Cahiers Internationaux de Sociologie, n. 10, 1951; poi in Signes, cit.
- La connaissance de l'homme au XXe siècle, in Acte du colloque Rencontres internationales de Genève, 1951; poi come L'Homme et l'adversité, in Signes, cit.

1952
- Sur la phénoménologie du langage, in Herman Leo Van Breda (a cura di), Problèmes actuels de la phénoménologie, Genève: Éditions de la Baconnière, 1952; poi in Signes, cit.
- Le langage indirect et les voix du silence, in Les Temps Modernes, voll. 7 e 8, n. 80 e n. 81, giugno-luglio 1952; poi in Signes, cit.

1953
- Éloge de la philosophie. Leçon inaugurale faite au Collège de France le jeudi 15 janvier 1953, Paris: Gallimard, 1953; poi in Éloge de la philosophie et autres essais, ivi, 1985 (i saggi aggiunti sono Sur la phénoménologie du langage, Le philosophe et la sociologie, De Mauss à Claude Lévi-Strauss, Partout et nulle part, Le philosophe et son ombre, Bergson se faisant, Einstein et la crise de la raison, Lectures de Montaigne, Notes sur Machiavel); poi in Signes, cit.; trad. Enzo Paci, Elogio della filosofia, Torino: Paravia, 1958; a cura di Carlo Sini, Roma: Editori Riuniti, 1984; Milano: SE, 2008; postfazione di Gianluca Valle, Chieti: Solfanelli, 2013

1954
- Le Libertin est-il un philosophe?, in L'Express, 16 ottobre 1954; poi come Sur l'érotisme, in Signes, cit.
- Le goût pour les faits divers est-il malsain?, in L'Express, 18 dicembre 1954; poi come Sur les faits divers, in Signes, cit.

1955
- Les Aventures de la dialectique, 1955, trad. Andrea Bonomi e Franca Madonia, Le avventure della dialettica, in Umanesimo e terrore, cit.; a cura di Davide Scarso, introduzione di Mauro Carbone, Milano-Udine: Mimesis, 2008
- Sur Claudel, in L'Express, 5 marzo 1955; poi in Signes, cit.
- Le marxisme est-il mort à Yalta?, in L'Express, 9 aprile 1955; poi come Les papiers de Yalta, in Signes, cit.
- Einstein et la crise de la raison, in L'Express, 14 maggio 1955; poi in Signes, cit.
- L'Avenir de la révolution, in L'Express, 27 agosto 1955; poi in Signes, cit..
- Sur l'abstention, 1955; poi in Signes, cit.

1956
- Partout et nulle part, in Maurice Merleau-Ponty (a cura di), Les philosophes célèbres, Paris: Mazenod, 1956; poi in Signes, cit.; in Les philosophes de l'antiquité au XXe siècle. Histoire et portraits, a cura di Jean-Francois Balaudé, Paris: Librairie générale française, 2006
- Sur la déstalinisation, in L'Express, 23 novembre 1956; poi in Signes, cit.

1958
- Du moindre mal à l'union sacré, in Le Monde, 5 giugno 1958; poi come Sur le 13 mai 1958, in Signes, cit.
- La Démocratie peut-elle renaître en France?, in L'Express, 3 luglio 1958; poi come Demain..., in Signes, cit.
- Sur Madagascar, in L'Express, 21 agosto 1958; poi in Signes, cit.

1959
- Le Philosophe et son ombre, in Herman Leo Van Breda e Jacques Taminiaux (a cura di), Edmund Husserl 1859-1959, Paris: Nijhoff, 1959; poi in Signes, cit.
- De Mauss à Claude Lévi-Strauss, in Nouvelle Revue Française, vol. 7, n. 82, 1959; poi in Signes, cit.

1960
- Note sur Machiavel, in Signes, cit.
- Bergson se faisant, in Bulletin de la Société Française de philosophie, n. 54, 1960; poi in Signes, cit.
- Signes, 1960, trad. Giuseppina Alfieri, Segni, a cura di Andrea Bonomi, Milano: Il Saggiatore, 1967; Milano: Net, 2003
- Les écrivains en personne: entretien de Madeleine Chapsal avec Merleau-Ponty, in Madeleine Chapsal, Les Écrivains en personne, Paris: Julliard, 1960; poi in Parcours deux, 1951-1961, a cura di Jacques Prunair, Lagrasse: Verdier, 2000
- L'œuvre et l'esprit de Freud. Préface à l'ouvrage de Angelo Hesnard, in Angelo Hesnard, L'œuvre de Freud et son importance pour le monde moderne, Paris: Payot, 1960; poi in Parcours deux, 1951-1961, cit.

1961
- Cinq notes sur Claude Simon, in Méditations. Revue des expressions contemporaines n. 4, inverno 1961; poi in Entretiens e in Parcours deux, 1951-1961, cit.
- L'œil et l'esprit, in Art de France, vol. 1, n. 1, gennaio 1961; trad. Giovanni Invitto, Lecce: Milella, 1971; trad. Anna Sordini, L'occhio e lo spirito, postfazione di Claude Lefort, Milano: SE, 1989

### Opere postume
1964
- Le visible et l'invisible, suivi de Notes de travail, a cura di Claude Lefort; trad. Andrea Bonomi, Il visibile e l'invisibile, Milano: Bompiani, 1969; n.ed. a cura di Mauro Carbone, ivi, 1993

1966
- Sens et non-sens, 1966; trad. Paolo Caruso, Senso e non senso, introduzione di Enzo Paci, Milano: Il Saggiatore, 1962; Milano: Garzanti, 1974; Milano: Net, 2004
- La philosophie de l'existence, in Dialogue. Revue canadienne de philosophie, vol. 5, n. 3, 1966; poi in Parcours deux, 1951-1961, cit.

1968
- Recherches sur l'usage littéraire du langage. Cours du lundi, 1952-1953, in Résumés de cours. Collège de France, 1952-1960, cit.; a cura di Benedetta Zaccarello e Emmanuel de Saint Aubert, Genève: Metis, 2013
- Le monde sensible et le monde de l'expression. Cours du jeudi, 1952-1953, in Résumés de cours. Collège de France, 1952-1960, cit.; a cura di Emmanuel de Saint Aubert e Stefan Kristensen, Genève: Metis, 2011
- Résumés de cours. Collège de France, 1952-1960, Paris: Gallimard, 1968; trad. a cura di Mauro Carbone, Linguaggio, storia, natura. Corsi al Collège de France, 1952-1961, Milano: Bompiani, 1995

1969
- La prose du monde, a cura di Claude Lefort, 1969 (include: L'expression et le dessin enfantin, La perception d'autrui et le dialogue, L'algorithme et le mystère du langage, Le langage indirect, La science et l'expérience de l'expression, Le fantôme d'un langage pur), trad. Marina Sanlorenzo, La prosa del mondo, introduzione di Carlo Sini, Roma: Editori Riuniti, 1984; n. ed. a cura di Pierre Dalla Vigna, Milano-Udine: Mimesis, 2019
- Les relations avec autrui chez l'enfant, 1969; poi in Parcours, 1935-1951, a cura di Jacques Prunair, Lagrasse: Verdier, 1997; trad. Gianfranco Goeta, Il bambino e gli altri, introduzione di Paolo Filiasi Carcano; Roma: Armando, 1968, n.ed. 1971, 2016

1978
- L'union de l'âme et du corps chez Malebranche, Biran et Bergson, notes de cours (1947-1948), a cura di Jean Deprun, Paris: J. Vrin, 1978, n.ed. 1997; trad. L'unione dell'anima e del corpo in Malebranche, Biran e Bergson, a cura di Salvatore Prinzi, Napoli-Salerno: Orthotes, 2017

1979
- Il corpo vissuto, l'ambiguità dell'esistenza, la riscoperta della vita percettiva, la carne del mondo. Dalle prime opere a L'occhio e lo spirito, a cura di Franco Fergnani, Milano: Il saggiatore, 1979 (antologia)

1980
- Esistenzialismo, marxismo, cristianesimo, a cura di Antonio Delogu, Brescia: La Scuola, 1980 (antologia)
- Merleau-Ponty tra il visibile e l'invisibile, a cura di Paolo Nepi, Roma: Studium, 1984 (testo critico e antologia)

1988
- L'expérience d'autrui, in Merleau-Ponty à la Sorbonne. Résumé de cours 1949-1952, Grenoble: Cynara, 1988; in Psychologie et pédagogie de l'enfant. Cours de Sorbonne 1949-1952, Lagrasse: Verdier, 2001
- Méthode en psychologie de l'enfant, in Merleau-Ponty à la Sorbonne, cit.; in Psychologie et pédagogie de l'enfant, cit.
- Les sciences de l'homme et la phénoménologie, 1969; poi in Merleau-Ponty à la Sorbonne, cit; in Psychologie et pédagogie de l'enfant, cit.; trad. Maria Carmela Liggieri, Fenomenologia e scienze umane, Roma: La Goliardica, 1985
- Les relations avec autrui chez l'enfant, in Merleau-Ponty à la Sorbonne cit.; in Psychologie et pédagogie de l'enfant, cit.
- Psycho-sociologie de l'enfant, in Merleau-Ponty à la Sorbonne, cit.: in Psychologie et pédagogie de l'enfant, cit.
- Structure et conflits de la conscience enfantine, in Merleau-Ponty à la Sorbonne, cit.; in Psychologie et pédagogie de l'enfant cit.
- La conscience et l'acquisition du langage, in Merleau-Ponty à la Sorbonne, cit.; in Psychologie et pédagogie de l'enfant cit.
- Merleau-Ponty à la Sorbonne. Résumé de cours 1949-1952, Grenoble: Cynara, 1988; poi come Psychologie et pédagogie de l'enfant. Cours de Sorbonne 1949-1952, Lagrasse: Verdier, 2001

1991
- Anne-Marie Sauzeau Boetti (a cura di), La prosa del mondo. Omaggio a Maurice Merleau-Ponty: atti del convegno svoltosi nei giorni 21-23 aprile 1988, Urbino: Quattro venti, 1990

1994
- Sartre, Merleau-Ponty: Les lettres d'une rupture, a cura di François Ewald, in Magazine littéraire, n. 320, 1994; poi in Parcours deux, 1951-1961, cit.; trad. a cura di Enrica Lisciani-Petrini, Le lettere della rottura, in "aut aut", n. 381, marzo 2019
- La nature. Notes de cours du Collège de France, a cura di Dominique Séglard, Paris: Seuil, 1995; trad. Mauro Carbone, La natura. Lezioni al College de France 1956-1960, Milano: R. Cortina, 1996; estratto come La natura tra filosofia e scienza, in Chiasmi, n. 1, 1998 (pubblicazione della Società di studi su Maurice Merleau-Ponty)

1996
- Projet de travail sur la nature de la perception, 1933, in Le primat de la perception et ses conséquences philosophiques, Lagrasse: Verdier, 1996 (contiene anche La Nature de la perception, 1934 e Le primat de la perception et ses conséquences philosophiques, 1947)
- La Nature de la perception. 1934, in Le primat de la perception et ses conséquences philosophiques, cit.
- Notes de cours. 1959-1961, a cura di Stéphanie Ménasé, Paris: Gallimard, 1996; trad. Franco Paracchini e Andrea Pinotti, È possibile oggi la filosofia? Lezioni al Collège de France 1958-1959 e 1960-1961, a cura di Mauro Carbone, prefazione di Claude Lefort, Milano: R. Cortina, 2003
- La philosophie aujourd'hui. Cours de 1958-1959, in Notes de cours. 1959-1961, cit.; trad. in È possibile oggi la filosofia?, cit.
- Philosophie et non-philosophie depuis Hegel. Cours de 1960-1961, in Notes de cours. 1959-1961, cit.; trad. in È possibile oggi la filosofia?, cit.
- L'ontologie cartésienne et l'ontologie d'aujourd'hui. Cours de 1960-1961, in Notes de cours. 1959-1961, cit.; trad. in È possibile oggi la filosofia?, cit.

1997
- Parcours, 1935-1951, a cura di Jacques Prunair, Lagrasse: Verdier, 1997

1998
- Notes de cours sur l'origine de la géométrie chez Husserl, a cura di Renaud Barbaras, Paris: PUF, 1998

2000
- Parcours deux, 1951-1961, a cura di Jacques Prunair, Lagrasse: Verdier, 2000
- Les sciences de l'homme et la phénoménologie, première partie du cours, in Parcours deux, 1951-1961, cit.
- Un inédit de Maurice Merleau-Ponty, in Parcours deux, 1951-1961, cit. (da Revue de métaphysique et de morale, n. 4, ottobre 1962)
- Titres et travaux: Projet d'enseignement, in Parcours deux, 1951-1961, cit.

2001
- Psychologie et pédagogie de l'enfant. Cours de Sorbonne 1949-1952, Lagrasse: Verdier, 2001 (nuovo titolo di Merleau-Ponty à la Sorbonne, cit.)

2002
- Deux inédits sur la musique, in Chiasmi n. 3, 2002
- Causeries. 1948, a cura di Stéphanie Ménasé, Paris: Seuil, 2002; trad. Federico Ferrari, Conversazioni, Milano: SE, 2002

2003
- L'institution dans l'histoire personnelle et publique. Le problème de la passivité. Le sommeil, l'inconscient, la mémoire. Notes de cours au Collège de France (1954-1955), a cura di Dominique Darmaillacq, Claude Lefort e Stéphanie Ménasé, Paris: Belin, 2003; trad. parziale di Guido Davide Neri, Il problema della passività: il sonno, l'inconscio, la memoria, in aut aut, n. 232-233, luglio-ottobre 1989 (n. dedicato a Merleau Ponty. Figure della nuova ontologia)

2007
- La guerre a eu lieu, Nîmes: Champ Social, 2007 (l'articolo dell'ottobre 1945)
- La suprématie de la France, Paris: Prétentieux, préface de M. Macocco, 2007

2010
- Oeuvres, Paris: Gallimard (coll. Quarto), 2010 (contiene: Humanisme et terreur, Les aventures de la dialectique, Phénoménologie de la perception, La prose du monde, L'œil et l'esprit, Le Visible et l'Invisible e una scelta da Sens et non-sens e da Signes)

2013
- La tortue et le gaufrier. Traité de muscles, Nîmes: Champ Social, 2013